# Гуальматан
Гуальматан (исп. Gualmatán) — город и муниципалитет на юго-западе Колумбии, на территории департамента Нариньо. Входит в состав провинции Обандо.

## История
Поселение, из которого позднее вырос город, было основано 1 июля 1611 года. Муниципалитет Гуальматан был выделен в отдельную административную единицу в 1881 году.

## Географическое положение

Муниципалитет Гуальматан

Город расположен в юго-восточной части департамента, в горной местности Центральной Кордильеры, на расстоянии приблизительно 41 километра к юго-западу от города Пасто, административного центра департамента. Абсолютная высота — 2767 метров над уровнем моря.
Муниципалитет Гуальматан граничит на северо-востоке с территорией муниципалитета Илес, на востоке — с муниципалитетом Контадеро, на юго-востоке — с муниципалитетом Ипьялес, на юго-западе и западе — с муниципалитетом Пупьялес. Площадь муниципалитета составляет 36 км².

## Население
По данным Национального административного департамента статистики Колумбии, совокупная численность населения города и муниципалитета в 2015 году составляла 5767 человек.
Динамика численности населения муниципалитета по годам:
| 2005 | 2006 | 2007 | 2008 | 2009 | 2010 | 2011 | 2012 | 2013 | 2014 | 2015 |
| ---- | ---- | ---- | ---- | ---- | ---- | ---- | ---- | ---- | ---- | ---- |
| 5673 | 5686 | 5698 | 5709 | 5719 | 5729 | 5738 | 5747 | 5754 | 5761 | 5767 |

Согласно данным переписи 2005 года мужчины составляли 47,4 % от населения Гуальматана, женщины — соответственно 52,6 %. В расовом отношении белые и метисы составляли 99,5 % от населения города; негры, мулаты и райсальцы — 0,3 %; индейцы — 0,2 %.
Уровень грамотности среди всего населения составлял 93,4 %.

## Экономика
Основу экономики Гуальматана составляет сельское хозяйство.
65,4 % от общего числа городских и муниципальных предприятий составляют предприятия торговой сферы, 28,8 % — предприятия сферы обслуживания, 5,9 % — промышленные предприятия.